# Уэйлен, Сара
Сара Ева Хесс (англ. Sara Eve Hess; род. 28 апреля 1976, Нейтик, Массачусетс), урождённая Уэйлен (англ. Whalen) — американская футболистка, защитник. Чемпионка мира (1999) и серебряный призёр летних Олимпийских игр (2000) в составе национальной сборной.

## Карьера

### Студенческая карьера
В футболе дебютировала в 1994 году в студенческом женском футбольном клубе «Коннектикут Хаскис», вместе с командой которого выступала на протяжении первых трёх лет своей игровой карьеры.

### Клубная карьера
В 1997 году перешла в женский футбольный клуб «Лонг-Айленд Лэди Райдерс», в составе которого выступала на протяжении двух сезонов. В 2001 году присоединилась к другой американской команде «Нью-Йорк Пауэр», с которой сыграла в 31 официальном матче, не отметившись забитыми мячами. Завершила профессиональную игровую карьеру в 2002 году.

### Карьера в сборной
В 1997 году дебютировала в официальных матчах в составе женской национальной сборной США по футболу. Два года спустя команда принимала домашний чемпионат мира по футболу среди женщин, одержав победу в его финальном матче. Спустя ещё один год команде удалось дойти до финала футбольного турнира летних Олимпийских игр в Сиднее.
Всего в составе национальной команды приняла участие в 65 матчах, отметившись 7 забитыми мячами.

## Личная жизнь
Уэйлен и её супруг Джон Хесс проживают в Нью-Йорке и воспитывают троих детей. После завершения спортивной карьеры она получила лицензию психолога.